# Michael A. Carter
Michael A. Carter (* vor 1984; † 2004) war ein Tonmeister.

## Leben
Carter begann seine Karriere Mitte der 1980er Jahre, sein Filmdebüt hatte er 1984 bei der Filmkomödie Oxford Blues – Hilfe, die Amis kommen. Sein zweiter Film war David Leans Reise nach Indien, für den er bei der Oscarverleihung 1985 gemeinsam mit Graham V. Hartstone, Nicolas Le Messurier und John W. Mitchell für den Oscar in der Kategorie Bester Ton nominiert war. Für seinen sechsten Film, James Camerons Aliens – Die Rückkehr war er 1987 ein zweites Mal für den Oscar nominiert, erneut mit Hartstone und Le Messurier sowie mit Roy Charman. Zwischen 1982 und 1999 arbeitete Carter an 24 gemeinsamen Filmen mit Graham V. Hartstone.
Carter war an drei Filmen der James-Bond-Reihe beteiligt und wirkte auch am 30. und letzten Film aus der Carry-On-Filmreihe mit, Mach’s nochmal, Columbus. Nachdem er zuvor ausschließlich an Spielfilmen gearbeitet hatte, wirkte er an der 2003 produzierten Zeichentrickserie Popetown mit. Die kontrovers diskutierte Fernsehserie wurde nach Protesten der katholischen Kirche erst Jahre später ausgestrahlt, Carter war zwischenzeitlich verstorben.

## Filmografie (Auswahl)
- 1984: Reise nach Indien (A Passage to India)
- 1985: Legende (Legend)
- 1986: Aliens – Die Rückkehr (Aliens)
- 1987: Hellraiser – Das Tor zur Hölle (Hellraiser)
- 1988: Die Abenteuer des Baron Münchhausen (The Adventures of Baron Munchausen)
- 1991: Robin Hood – Ein Leben für Richard Löwenherz (Robin Hood)
- 1991: Thelma & Louise
- 1992: Mach’s nochmal, Columbus (Carry On Columbus)
- 1995: James Bond 007 – GoldenEye (GoldenEye)
- 1997: James Bond 007 – Der Morgen stirbt nie (Tomorrow Never Dies)
- 1999: James Bond 007 – Die Welt ist nicht genug (The World Is Not Enough)
- 2004: Creep

## Auszeichnungen (Auswahl)

### Oscar
- 1985: Oscar-Nominierung in der Kategorie Bester Ton für Reise nach Indien
- 1987: Oscar-Nominierung in der Kategorie Bester Ton für Aliens – Die Rückkehr

### BAFTA Award
- 1983: BAFTA-Film-Award-Nominierung in der Kategorie Bester Ton für James Bond 007 – GoldenEye